# Dž
Dž je 7. slovo hrvatske abecede. Označava zvučni postalveolarni afrikatni suglasnik. 
Jedan je od tri dvoslova u hrvatskoj abecedi uz Lj i Nj. Ovim se slovom koristi i u latiničnim formama srpskog i makedonskog jezika.

## Pojavljivanje u hrvatskom jeziku
Uglavnom se pojavljuje u posuđenicama, osobito turcizmima i anglizmima, kao i jednačenjem po zvučnosti iz /č/:
1. u riječima bez vidljivog postanka, uglavnom u posuđenicama: 
 budžet, deterdžent, džem, džep, džez, pidžama, patlidžan, hodža...
2. ispred b prema osnovnom č: 
jednadžba od jednačiti, narudžba od naručiti, predodžba od predočiti, srdžba od srčan
3. u sufiksu -džija koji je u hrvatski došao iz turskog jezika:
bostandžija, buregdžija, ćevabdžija, šeširdžija

U hrvatskoj je književnoj tradiciji upotrebljavana riječ Madžar, ali proširen je i oblik Mađar kojemu se daje prednost.